# Sound of Islay
Sound of Islay är ett sund i Storbritannien.   Det ligger i riksdelen Skottland, i den nordvästra delen av landet, 600 km nordväst om huvudstaden London.